# Rifat Ozbek

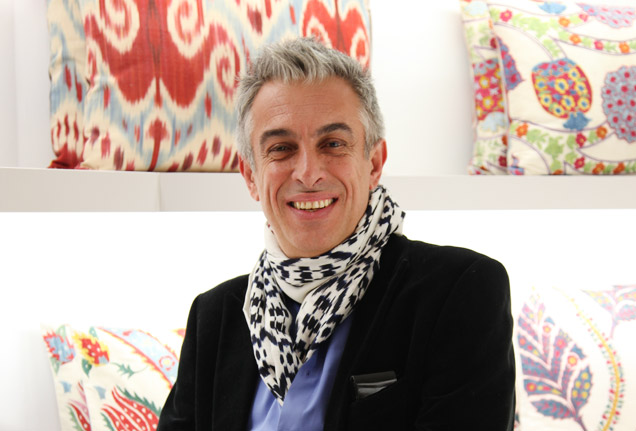
Rıfat Özbek

Rifat Ozbek (em turco: Rıfat Özbek; Istambul, 1953) é um designer de moda nascido na Turquia, conhecido por seus trajes exóticos de inspiração étnica. Ele foi nomeado Designer Britânico do Ano em 1988 e 1992.

## Biografia
Ozbek nasceu em Istambul, Turquia e cresceu em um yali no Bósforo. Ele se mudou para Londres na década de 1970 e viveu no apartamento de seus pais em Belgravia enquanto estudava arquitetura e moda na Saint Martin's School of Art.
Em 1987, a produção de sua linha de estúdio, Future Ozbek, foi licenciada para a Aeffe SpA, na Itália, e sua notoriedade não parava de crescer. Em 1995, ele lançou seu próprio perfume chamado "Ozbek", e mais tarde um segundo, "Ozbek 1001".
As coleções de outono de 1999/primavera de 2000 de muitos designers refletiram a própria estética que Ozbek valorizou por mais de uma década - a mistura engenhosa de padrões, formas e ornamentação improváveis, juntamente com pedaços e peças emprestados de uma bolsa global.
Em 2010, Ozbek lançou um novo negócio chamado "Yastik", que significa "travesseiro" em turco, e abriu sua primeira loja em Londres. Özbek foi um designer de interiores para a nova boate de Robin Birley, 5 Hertford Street, que abriu em 2012.
Ele vive entre Londres, Istambul e Bodrum, onde reside com seu parceiro Erdal Karaman.

## Estilo
Ozbek é inspirado no adorno. Ele é um observador da cultura e subcultura, do tibetano ao índio americano, e seu interesse pela decoração é evidente em suas roupas ornamentais. Ele ganhou notoriedade ao combinar os símbolos decorativos e as formas de diversas culturas, como o Extremo Oriente, a África e sua Turquia natal, com as silhuetas clássicas do Ocidente. Ozbek criou roupas ecléticas que encorajaram o consumidor urbano a abraçar o "chique étnico". Seu uso de bordados, borlas e cores vivas como turquesa e fúcsia estava em total desacordo com o power dress dos anos 1980; no entanto, sua abordagem antimoda para roupas modernas recebeu um pouco de atenção daqueles que apreciaram o afastamento de ternos de ponta afiada.
Os designs de Ozbek refletiam tanto a cena club quanto as influências da Nova Era, quando em 1990 ele deixou clara sua fé no espiritualismo ao apresentar uma coleção totalmente branca. Sua popularidade continuou ao longo da década de 1990, enquanto ele continuava sua investigação da cultura e da subcultura, levando a moda de rua para as passarelas com a adição de bonés de beisebol cobertos com lantejoulas.

## Prêmios
- 1986: Woman Magazine Designer Award[10]
- 1988: British Designer of the Year[3]
- 1989: British Glamour Award[3]
- 1992: British Designer of the Year[3]